# PERIOD ~THE BEST SELECTION~
《PERIOD ~THE BEST SELECTION~》는 2000년 12월 23일에 발매된 LUNA SEA의 베스트 앨범이다.

## 개요
LUNA SEA의 "종막" 직전에 발표된 베스트 앨범. 이전에 발매된 베스트 앨범은 1993년 - 1996년 싱글곡만을 망라한 「SINGLES」만 이었지만, 본작은 1998년 이후의 싱글 곡과 인디즈 시절을 포함한 오리지널 앨범 수록곡도 선곡되어있다. 20세기 마지막 오리콘 주간 앨범차트 1위를 기록한 앨범.
수록곡 전곡 리마스터링 되어 있으며, 밴드의 초기 곡인 「BELIEVE」 「Dejavu」 「PRECIOUS...」 「WISH」의 4곡은 이 앨범에 새롭게 녹음된 것이 수록되어 있다. 리마스터링 엔지니어는 고이즈미 유카.

## 수록곡
- 전체 작사 ・ 작곡 ・ 편곡：LUNA SEA

1. LOVE SONG
14th 싱글. 앨범 첫 수록.
2. STORM
9th 싱글.
3. gravity
12th 싱글.
4. TONIGHT
13th 싱글.
5. END OF SORROW
7th 싱글. 처음에 나오는 여성의 음성은 싱글 버전의 것의 사용하고 있지만, 곡 자체는 「STYLE」에 수록된 버전을 사용하고 있다.
6. ROSIER
3rd 싱글. 4집 앨범 「MOTHER」에 수록되어 있는 버전 수록.
7. TRUE BLUE
4th 싱글.
8. SHINE
10th 싱글.
9. I for You
11th 싱글.
10. LOVELESS
4집 앨범 「MOTHER」수록곡.
11. BELIEVE ※
1st 싱글. 리레코딩 버전.
12. Déjàvu ※
2집 앨범 「IMAGE」수록곡. 리레코딩 버전.
13. PRECIOUS ... ※
1집 앨범 「LUNA SEA」수록곡. 리레코딩 버전.
14. IN SILENCE
8th 싱글.
15. WISH ※
2집 앨범 「IMAGE」수록곡. 리레코딩 버전.